# Bahnstrecke Biel/Bienne–La Chaux-de-Fonds
| Ein GTW wartet in La Chaux-de-Fonds auf die Fahrgäste |                      |                                           |                                           |
| Streckennummer (BAV): | 225                  |                                           |                                           |
| Fahrplanfeld: | 225                  |                                           |                                           |
| Streckenlänge: | 44 km                |                                           |                                           |
| Spurweite: | 1435 mm (Normalspur) |                                           |                                           |
| Stromsystem: | 15 kV 16,7 Hz ~      |                                           |                                           |
| Maximale Neigung: | 28 ‰                 |                                           |                                           |
| |                      |                                           |                                           |
| \| \| \| SBB-Strecke von Bern \| \| \| \| \| SBB-Jurasüdfusslinie von Solothurn –Olten \| \| \| \| 33,83 \| Biel/Bienne \| 437 m ü. M. \| \| \| \| Anschluss an ASm nach Täuffelen-Ins \| \| \| \| \| SBB-Jurasüdfusslinie nach Neuchâtel \| \| \| \| \| Pasquart (52 m) \| \| \| \| 37,27 \| Mahlenwald \| 509 m ü. M. \| \| \| \| Taubenloch (41 m) \| \| \| \| \| Taubenloch I (239 m) \| \| \| \| \| Taubenloch II (320 m) \| \| \| \| 39,11 \| Frinvillier-Taubenloch \| 555 m ü. M. \| \| \| \| Taubenloch III (220 m) \| \| \| \| \| Taubenloch IV (163 m) \| \| \| \| \| Taubenloch V (164 m) \| \| \| \| 42,04 \| Reuchenette-Péry \| 596 m ü. M. \| \| \| 43,68 \| La Heutte \| 607 m ü. M. \| \| \| \| Tournedos VI (126 m) \| \| \| \| 48,28 \| Sonceboz-Sombeval \| 653 m ü. M. \| \| \| \| SBB-Strecke nach Moutier \| \| \| \| 50,22 \| Corgémont \| 660 m ü. M. \| \| \| 53,12 \| Cortébert \| 677 m ü. M. \| \| \| 56,47 \| Courtelary \| 701 m ü. M. \| \| \| 57,64 \| Cormoret \| 710 m ü. M. \| \| \| 60,63 \| Villeret \| 763 m ü. M. \| \| \| 62,38 \| St-Imier \| 793 m ü. M. \| \| \| \| Fourchaux (73 m) \| \| \| \| 65,17 \| Sonvilier \| 836 m ü. M. \| \| \| 69,02 \| Renan BE \| 907 m ü. M. \| \| \| 74,24 \| Le Creux \| 1013 m ü. M. \| \| \| \| Le Creux–Convers bis 1895 \| \| \| \| \| Creux (152 m) \| \| \| \| \| SBB-Strecke von Neuchâtel \| \| \| \| ≈76,225,85 \| Convers Keilbahnhof \| 1047 m ü. M. \| \| \| \| Crosettes (1618 m) \| \| \| \| 75,86 \| Kulminationspunkt \| 1038 m ü. M. \| \| \| \| Mont-Sagne (1354 m) \| \| \| \| \| Combe (230 m) / La Combe (254 m) \| \| \| \| \| TRN von Les Ponts-de-Martel \| \| \| \| \| La Chaux-de-Fonds-Grenier \| \| \| \| \| CJ von Saignelégier \| \| \| \| 77,8329,49 \| La Chaux-de-Fonds \| 994 m ü. M. \| \| \| \| SBB-Strecke nach Le Locle \| \| |                      |                                           |                                           |
| Strecke |                      | SBB-Strecke von Bern                      | SBB-Strecke von Bern                      |
| Abzweig geradeaus und von rechts |                      | SBB-Jurasüdfusslinie von Solothurn –Olten | SBB-Jurasüdfusslinie von Solothurn –Olten |
| Bahnhof | 33,83                | Biel/Bienne                               | 437 m ü. M.                               |
| Strecke |                      | Anschluss an ASm nach Täuffelen-Ins       | Anschluss an ASm nach Täuffelen-Ins       |
| Abzweig geradeaus und nach links |                      | SBB-Jurasüdfusslinie nach Neuchâtel       | SBB-Jurasüdfusslinie nach Neuchâtel       |
| Tunnel |                      | Pasquart (52 m)                           | Pasquart (52 m)                           |
| Dienststation / Betriebs- oder Güterbahnhof | 37,27                | Mahlenwald                                | 509 m ü. M.                               |
| Brücke |                      | Taubenloch (41 m)                         | Taubenloch (41 m)                         |
| Tunnel |                      | Taubenloch I (239 m)                      | Taubenloch I (239 m)                      |
| Tunnel |                      | Taubenloch II (320 m)                     | Taubenloch II (320 m)                     |
| Haltepunkt / Haltestelle | 39,11                | Frinvillier-Taubenloch                    | 555 m ü. M.                               |
| Tunnel |                      | Taubenloch III (220 m)                    | Taubenloch III (220 m)                    |
| Tunnel |                      | Taubenloch IV (163 m)                     | Taubenloch IV (163 m)                     |
| Tunnel |                      | Taubenloch V (164 m)                      | Taubenloch V (164 m)                      |
| Bahnhof | 42,04                | Reuchenette-Péry                          | 596 m ü. M.                               |
| Haltepunkt / Haltestelle | 43,68                | La Heutte                                 | 607 m ü. M.                               |
| Tunnel |                      | Tournedos VI (126 m)                      | Tournedos VI (126 m)                      |
| Bahnhof | 48,28                | Sonceboz-Sombeval                         | 653 m ü. M.                               |
| Abzweig geradeaus und nach rechts |                      | SBB-Strecke nach Moutier                  | SBB-Strecke nach Moutier                  |
| Haltepunkt / Haltestelle | 50,22                | Corgémont                                 | 660 m ü. M.                               |
| Haltepunkt / Haltestelle | 53,12                | Cortébert                                 | 677 m ü. M.                               |
| Bahnhof | 56,47                | Courtelary                                | 701 m ü. M.                               |
| Haltepunkt / Haltestelle | 57,64                | Cormoret                                  | 710 m ü. M.                               |
| Haltepunkt / Haltestelle | 60,63                | Villeret                                  | 763 m ü. M.                               |
| Bahnhof | 62,38                | St-Imier                                  | 793 m ü. M.                               |
| Brücke |                      | Fourchaux (73 m)                          | Fourchaux (73 m)                          |
| Haltepunkt / Haltestelle | 65,17                | Sonvilier                                 | 836 m ü. M.                               |
| Bahnhof | 69,02                | Renan BE                                  | 907 m ü. M.                               |
| ehemaliger Dienststation / Betriebs- oder Güterbahnhof | 74,24                | Le Creux                                  | 1013 m ü. M.                              |
| Strecke von links · Abzweig ehemals geradeaus und nach rechts |                      | Le Creux–Convers bis 1895                 | Le Creux–Convers bis 1895                 |
| Strecke · Tunnel (Strecke außer Betrieb) |                      | Creux (152 m)                             | Creux (152 m)                             |
| Strecke · Strecke (außer Betrieb) · Strecke |                      | SBB-Strecke von Neuchâtel                 | SBB-Strecke von Neuchâtel                 |
| Strecke · Strecke (außer Betrieb) · ehemaliger Bahnhof | ≈76,225,85           | Convers Keilbahnhof                       | 1047 m ü. M.                              |
| Tunnel · Strecke nach links (außer Betrieb) · Abzweig geradeaus und ehemals nach rechts |                      | Crosettes (1618 m)                        | Crosettes (1618 m)                        |
| Kulminations-/Scheitelpunkt · Strecke | 75,86                | Kulminationspunkt                         | 1038 m ü. M.                              |
| Strecke nach links · Strecke von rechts · Tunnel |                      | Mont-Sagne (1354 m)                       | Mont-Sagne (1354 m)                       |
| Tunnelanfang · Tunnelanfang |                      | Combe (230 m) / La Combe (254 m)          | Combe (230 m) / La Combe (254 m)          |
| Strecke von links · Kreuzung mit oberirdischer Strecke (im Tunnel) · Kreuzung mit oberirdischer Strecke (im Tunnel) |                      | TRN von Les Ponts-de-Martel               | TRN von Les Ponts-de-Martel               |
| Haltepunkt / Haltestelle · Tunnelende · Tunnelende |                      | La Chaux-de-Fonds-Grenier                 | La Chaux-de-Fonds-Grenier                 |
| Abzweig geradeaus und von rechts · Abzweig geradeaus und von links · Strecke nach rechts |                      | CJ von Saignelégier                       | CJ von Saignelégier                       |
| Kopfbahnhof Streckenende · Bahnhof | 77,8329,49           | La Chaux-de-Fonds                         | 994 m ü. M.                               |
| Strecke |                      | SBB-Strecke nach Le Locle                 | SBB-Strecke nach Le Locle                 |

Die Bahnstrecke Biel/Bienne–La Chaux-de-Fonds ist eine eingleisige normalspurige Eisenbahnstrecke der Schweizerischen Bundesbahnen (SBB).

## Geschichte

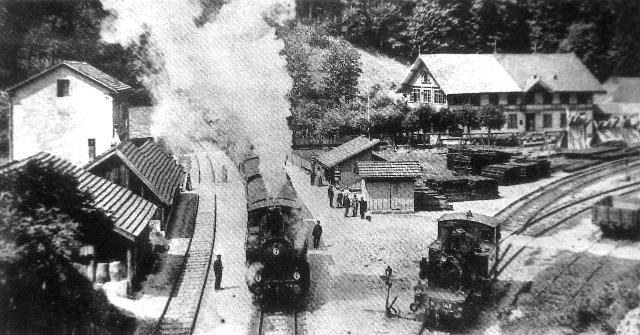
Der von La Chaux-de-Fonds in Convers eingefahrene Zug ist nach Neuenburg unterwegs. Die letzten Wagen werden abgekuppelt und von der rechts wartenden Lok übernommen, welche dann die Fahrt nach Biel antritt. Foto um 1885.

Die 42 Kilometer lange Strecke von Biel über Sonceboz-Sombeval nach Convers mit der Abzweigung von Sonceboz-Sombeval nach Tavannes wurde von der Jura bernois (JB) erbaut und am 30. April 1874 eröffnet. In Convers wurden die Wagen für das kurze Reststück bis La Chaux-de-Fonds von den Zügen aus Neuchâtel übernommen. Damit liess sich vorerst ein zweiter Tunnel durch den La Chaux-de-Fonds vorgelagerten Hügelzug vermeiden. Die ursprüngliche Forderung der Stadt Biel, das Pasquartquartier mit einer Spitzkehre bei Vingelz zu umfahren, verzögerte den Bau.
1884 änderte die Jura bernois ihren Namen in Jura–Bern–Luzern (JBL). Am 17. Dezember 1888 konnte mit dem 1618 Meter langen Crosettes-Tunnel die direkte Verbindung nach La Chaux-de-Fonds in Betrieb genommen werden. So liess sich das umständliche Umhängen der Wagen in Convers vermeiden, und die JBL war in der Fahrplangestaltung von der nun selbständigen Jura neuchâtelois (JN) unabhängig. Aus militärischen Gründen wartete man mit der Stilllegung des Abschnitts von Le Creux nach Convers bis 1895 zu.
Am 1. Januar 1891 wurde die JBL von der Jura-Simplon-Bahn (JS) übernommen, die ihrerseits am 1. Mai 1903 in den Schweizerischen Bundesbahnen (SBB) aufging. Am 15. Mai 1934 wurde der elektrische Betrieb auf dem Teilstück Biel/Bienne–Sonceboz-Sombeval aufgenommen, am 15. Juli 1934 auf dem restlichen Abschnitt nach La Chaux-de-Fonds.

## Streckenbeschreibung

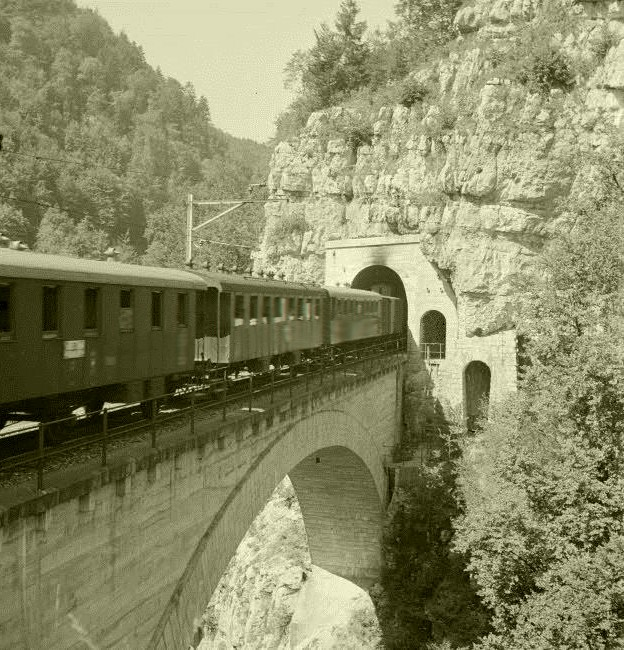
Personenzug mit dreiachsigen Personenwagen 3. Klasse 1936 auf der Taubenlochbrücke zwischen Biel und Frinvillier-Taubenloch

Nach der Ausfahrt in Biel gewinnen die Züge rasch an Höhe, was den Reisenden einen Ausblick auf Biel und das Drei-Seen-Land beschert. Nach der Durchquerung der Taubenlochschlucht gelangen die Züge nach Reuchenette-Péry, wo eine grosse Zementfabrik für regen Güterverkehr sorgt. Dem Fluss Schüss und der Autobahn Transjurane entlang führt die Strecke nach Sonceboz-Sombeval, wo sie nach Tavannes–Moutier abzweigt. Über Courtelary gelangen die Züge nach Saint-Imier, dem Hauptort des Vallon de Saint-Imier. Die Bahnstrecke steigt weiter das Tal hinauf zur ehemaligen Haltestelle Le Creux, wo die Züge in den Crosettes-Tunnel einfahren. Anschliessend führt die Strecke gemeinsam mit derjenigen aus Neuchâtel in den Bahnhof La Chaux-de-Fonds.

## Betrieb
Ursprünglich war der Abschnitt Biel/Bienne–Sonceboz-Sombeval Teil der internationalen Verbindung nach Moutier–Delémont–Delle–Belfort. Die Eröffnung des Grenchenbergtunnels 1915 degradierte die Strecke über Sonceboz-Sombeval nach Moutier zur Nebenbahn.
Heute verkehren stündlich ein RegioExpress in 40 Minuten und ein Regio in 56 Minuten von Biel/Bienne nach La Chaux-de-Fonds und in der Gegenrichtung. Der Regio wird in Sonceboz-Sombeval geflügelt, wobei ein Teil nach La Chaux-de-Fonds verkehrt und der andere via Moutier nach Solothurn. Seit Dezember 2020 verkehren die SBB mit Pendelzügen des Typs Domino zwischen Biel und La Chaux-de-Fonds bzw. Moutier. Die SBB haben dazu einen Teil der Domino-Flotte mit einer automatischen Kupplung ausgestattet. So kann auf das manuelle Entkuppeln in Sonceboz-Sombeval verzichtet werden. Zukünftig sollen neu bestellte Züge des Typs Flirt eingesetzt werden.